# 데이비드 크럼홀츠
데이비드 크럼홀츠(David Krumholtz, 1978년 5월 15일 ~ )는 미국의 배우이다.

## 출연 작품
- 카우보이의 노래 (2018)
- 원더 휠 (2017) - 제이크 역
- 고스트 팀 (2016)
- 아이 쏘우 더 라이트 (2016) - 제임스 둘란 역
- 소시지 파티 (2016)
- 헤일, 시저! (2016)
- 지지 더즈 잇 (2015)
- 더 저지 (2014)
- 테디 베어스 (2013)
- 디스 이즈 디 엔드 (2013)
- 파트너즈 (2012)
- 더 플레이보이 클럽 (2011)
- 해롤드와 쿠마의 크리스마스 (2011)
- 파퍼씨네 펭귄들 (2011)
- 택스 맨 (2010)
- 빅 브레이크 (2009)
- 알러뷰 맨 (2009)
- 테라 3D: 인류 최후의 전쟁 (2009)
- 뎀프션 (2008)
- 해롤드와 쿠마 2 - 관티나모로부터의 탈출 (2008)
- 라이브! (2007)
- 워크 하드: 듀이 콕스 스토리 (2007)
- 터네이셔스 D (2006)
- 킬 더 푸어 (2006)
- 바비 (2006)
- 더 레이트 레이트 쇼 위드 크레이그 퍼거슨 (2005)
- 넘버스 시즌1 (2005)
- 세레니티 (2005)
- 룩킹 포 키티 (2004)
- 해롤드와 쿠마 (2004)
- 레이 (2004)
- 스코츠드 (2003)
- 유 스투피드 맨 (2002)
- 산타클로스 2 (2002)
- 캠퍼스 컨닝왕 (2002)
- 어코딩 투 스펜서 (2001)
- 사이드워크 오브 뉴욕 (2001)
- 멕시칸 (2001)
- 이웃집 개 죽이는 법 (2000)
- 내가 널 사랑할 수 없는 10가지 이유 (1999)
- 리버티 하이츠 (1999)
- 비버리 힐스의 아우성 (1998)
- 슈퍼 히어로 (1997)
- 아이스 스톰 (1997)
- 산타클로스 (1994)
- ER (1994)
- 스타 만들기 (1993)
- 아담스 패밀리 2 (1993)